# Proteste post-elettorali in Iran del 2009-2010
Le proteste post-elettorali del 2009-2010 in Iran hanno avuto origine come contestazione contro l'irregolare rielezione del presidente dell'Iran Mahmud Ahmadinejad durante le elezioni presidenziali del 2009 e sono proseguite come moto di protesta contro il suo governo.
La protesta, nonostante si sia sviluppata materialmente nella capitale iraniana, ha ottenuto la solidarietà di diversi gruppi e associazioni nazionali e sovra-nazionali in tutto il mondo e si è sviluppata notevolmente sulla piattaforma, globale, di Internet.
La rivolta ha coinvolto parecchie decine di migliaia di persone.

## L'esordio: i presunti brogli
Il 12 giugno 2009 si svolgono le Elezioni presidenziali in Iran del 2009 e Ahmadinejad ne esce vincitore, ma il moderato Mousavi denuncia dei brogli elettorali.
Mir Hosein Musavi si è dichiarato subito vincitore dell'elezione e ha affermato che vi erano stati massicci brogli. Il quotidiano francese Le Figaro ha spiegato il 16 giugno 2009 che «secondo alcune fonti interne» non meglio identificate, «la commissione elettorale aveva dapprima avvertito Musavi della sua vittoria, nella stessa serata del voto (venerdì), chiedendogli di aspettare per annunciare il risultato».
Secondo Mohammad-Reza Jalili, professore all'IUHEI di Ginevra e autore di Géopolitique de l'Iran, mai un broglio così immenso era stato organizzato prima. Egli ha anche spiegato come tali brogli hanno potuto essere realizzati.
Secondo il quotidiano francese Libération di quello stesso giorno, secondo rivelazioni provenienti da esperti del ministero degli Interni, «i veri risultati dei candidati» erano radicalmente differenti da quelli annunciati ufficialmente: il conservatore-"riformatore" Mir Husein Musavi sarebbe risultato primo con 19 milioni di voti (45,2 %) (su 42 milioni di votanti), davanti al secondo candidato riformatore, Mehdi Karrubi, che ha raccolto 13 milioni di suffragi (31 %), Ahmadinejad sarebbe arrivato solo terzo, con 5,7 milioni di voti (13,6 %).» Il 19 giugno, Libération parlava di «qualche funzionario del ministero degli Interni», di cui 4 arrestati e i morto. Il quotidiano dava cifre un po' più precise: 19 milioni di voti per Musavi, 13,38 milioni per Karrubi, 5,77 milioni per Ahmadinejad e 3,74 milioni per Rezai. Secondo il quotidiano britannico The Guardian, queste cifre erano state fornite da Ebrahim Amini, un consigliere di Karrubi, e sarebbero state dunque meno credibili di quelle comunicate dal vincitore Musavi, con 21,3 milioni di voti, seguito da Ahmadinejad con 10,5 milioni, da Rezai con 2,7 milioni e Karrubi con 2,2 milioni.
Secondo il sito Fararou del sindaco di Teheran, il quotidiano radicale Keyhan voleva annunciare venerdì sera che Ahmadinejad era stato eletto con il 63 % dei voti, mentre il conteggio non era ancora terminato. Sarebbero stati i servizi d'informazione che avevano chiesto di non pubblicare questa "informazione"», ha affermato il 15 giugno la sociologa specialista dell'Iran Azadeh Kian-Thiébaut.
Il 19 giugno, Libération precisa le modalità con le quali sarebbe stata attuata la frode elettorale: «La manipolazione dei voti ha potuto essere massiccia grazie alla presa di controllo del ministero degli Interni da parte dei basiji (miliziani del regime) che hanno impiegato, venerdì, ossia il giorno stesso dello scrutinio, 17 ore per attrezzare di terminali elettronici per la conta dei voti, cacciando dal loro posto i funzionari responsabili di quelle funzioni». Secondo il quotidiano, «ieri, per la prima volta, la televisione di Stato iraniana, citando i rappresentanti dei tre candidati sconfitti, ha riconosciuto 646 gravi irregolarità».
Il sito Rue 89 fornisce un'analisi più dettagliata dei metodi impiegati per i brogli: moltiplicazione inspiegabile delle urne mobili (che hanno seguito strani tragitti), impedimento delle ispezioni da parte degli osservatori, constatazione che la partecipazione ha grottescamente superato il 100% degli iscritti al voto in più di 30 città, assunzione del controllo dei terminali informatici incaricati di contare i voti da parte dei Basiji, come ricordato da Libération.
Si viene a sapere che il 18 giugno il candidato conservatore Mohsen Rezai, antico capo storico dei “Guardiani della Rivoluzione islamica” (Pasdaran), ha denunciato brogli in un'intervista alla televisione di Stato, sottolineando che in 170 circoscrizioni in cui egli aveva presentato la sua lista, la partecipazione aveva raggiunto tra il 95 % e il 140 % dei votanti. Rezai denuncia ugualmente il rifiuto del ministero degli Interni di comunicargli i risultati, seggio per seggio.
Mir Hosein Musavi pubblica il suo rapporto sui brogli elettorali il 23 giugno 2009. Denuncia «l'utilizzo su larga scala dei mezzi a disposizione del governo a favore del suo candidato» (Ahmadinejad). Afferma che «schede elettorali sono state stampate la sera dell'elezione senza che esse avessero alcun numero di serie», che i rappresentanti degli altri candidati non hanno potuto sorvegliare l'andamento dello scrutinio nei seggi elettorali ed esprime i suoi «seri dubbi» sul fatto che le urne siano state installate vuote nei seggi e che i rappresentanti dei candidati non abbiano potuto constatare la correttezza dei sigilli.
La sociologa specialista dell'Iran, Azadeh Kian-Thiébaut (Università Paris-VII e CNRS) afferma: «Vi sono stati brogli, senza alcun dubbio». Ella basa la sua analisi sulla scarsa popolarità di Ahmadinejad in numerosi strati della popolazione (operai, piccoli commercianti, classi medie, una parte stessa degli agricoltori), sulla debolezza dei risultati di Musavi nella sua stessa città natale e di Mehdi Karrubi nel suo villaggio del Lorestan.
Il quotidiano francese Libération cita in particolare come prova di un broglio elettorale il fatto che il candidato "riformista" Mehdi Karrubi abbia ufficialmente ottenuto un solo voto nella sua città natale di Aligudarz, che vanta quasi 80 000 abitanti), malgrado la sua acclarata popolarità e il sostegno garantitogli dalla potente organizzazione dei dervisci e che Ahmadinejad abbia invece ottenuto 2 886 voti a fronte dei 95 dei suoi rivali a Rafsanjan, città natale del suo grande rivale Ali Akbar Hashemi Rafsanjani. «Mentre sono divulgati i risultati ufficiali – prosegue Libération – ci si è resi conto del loro carattere stravagante. In 77 circoscrizioni le cifre mostrano una partecipazione superiore di più del 70% del numero degli aventi diritto, fino al 140 % in numerose altre circoscrizioni.
Nei giorni che seguono, numerose personalità politiche reclamano un nuovo conteggio dei voti. Fra essi gli antichi Presidenti della Repubblica Ali Akbar Hashemi Rafsanjani (Presidente dal 1989 al 1997) e Mohammad Khatami (Presidente dal 1997 al 2005).
Il 30 giugno, Mir Hosein Musavi mantiene la sua richiesta di nuove elezioni presidenziali, come risulta dal suo sito web Ghalamnews. Il 1º luglio, il candidato riformatore Mehdi Karrubi afferma in una lettera pubblicata sul suo sito Internet di non riconoscere la validità della rielezione a Presidente iraniano di Mahmud Ahmadinejad.
L'Associazione dei Chierici Combattenti, che raduna il clero sciita riformista dietro l'antico Presidente della Repubblica Mohammad Khatami, contesta ugualmente il risultato dell'elezione.
Il Grande Ayatollah Montazeri, ex-successore designato di Khomeini, lancia un appello con un gesto senza precedenti affinché sia destituito Ali Khamenei, la Guida Suprema (Rahbar ) dell'Iran.
Quattro Grandi Ayatollah sui dieci presenti in Iran (Hossein-Ali Montazeri, Nasser Shirazi, Asadollah Zanjani, Abdolkarim Musavi Ardibili) hanno chiesto il 20 giugno 2009 al potere costituito di esaminare con cura i reclami dei candidati he contestavano i risultati elettorali e di emettere un «verdetto convincente.». Il 3 agosto, la Guida Suprema ha confermato la rielezione di Ahmadinejad, dichiarando che «il voto certo e senza precedenti degli iraniani per il Presidente riflette la loro approvazione del bilancio del governo uscente».

### Apparenti comunicazioni del Ministero dell'Interno con risultati opposti rispetto a quelli ufficiali
È stata pubblicata in rete copia di una lettera, di autenticità non confermata, con cui il Ministro dell'Interno comunicava alla Guida Suprema Khamenei un risultato elettorale opposto rispetto a quello ufficiale, in linea con le proteste della popolazione.
Secondo questa lettera, Mir Hosein Musavi sarebbe il vincitore delle elezioni con 19 milioni di voti, seguito dal candidato riformista Mehdi Karrubi con 13 milioni di voti. Il presidente uscente Mahmud Ahmadinejad avrebbe in realtà ottenuto solo 5,6 milioni di voti.

## La protesta
La protesta prende luogo subito dopo la pubblicazione dei risultati elettorali, il 13 giugno 2009, guidata in particolar modo dal maggiore candidato dell'opposizione, Mousavi. Le manifestazioni nelle strade della capitale (e di altre città iraniane) continua i giorni successivi ed aumenta la violenza, in particolare a seguito dell'irruzione degli uomini del Basij (forza paramilitare iraniana sottoposta al corpo dei Guardiani della rivoluzione Islamica, o Pasdaran, guidati dal governo) nell'Università di Tehran, causando diversi feriti.
Il 15 giugno i manifestanti marciano lungo la via Azadi e Mousavi compare in pubblico per la prima volta dopo le elezioni.
Il 16 giugno le proteste continuano ma il Consiglio dei Guardiani annuncia che ci sarà un parziale riconteggio dei voti - e non un annullamento delle elezioni come richiesto dai più.
Le proteste continuano ancora e il 18 giugno diverse centinaia di manifestanti portano, su proposta di Mousavi, una candela a segno di lutto per le - prime - vittime della protesta.
Venerdì 19 giugno la Guida Suprema, l'Ayatollah Ali Khamenei dichiara, durante il rito religioso, che l'elezione è stata legittimata, definisce la grande affluenza alle urne e la risultante vittoria (di Ahmadinejad) una "scelta divina", perciò non c'è motivo per cui le proteste vengano ulteriormente tollerate. L'opposizione non approva la dichiarazione ma le tensioni si distendono parzialmente.
Il giorno successivo, il 20 giugno, avvengono meno proteste nelle strade della città ma i manifestanti scesi comunque in piazza vengono coinvolti in momenti di più grave violenza, che viene a culminare con l'omicidio della giovane iraniana identificata come Neda Agha-Soltan, che viene colpita da un proiettile sparato da un uomo del corpo dei Basij, in Kargar Avenue a Tehran. L'uccisione viene filmata in diversi video amatoriali e si diffonde con grande velocità su Internet, per poi raggiungere, nel giro di poche ore, la stampa e le televisioni di tutto il mondo.
Un'altra occasione per una protesta nazionale arriva alla morte a 87 anni dell'Ayatollah dissidente Montazeri, il 20 dicembre 2009. I funerali sono l'occasione per una rivolta generale in tutte le piazze. Un'ulteriore occasione sorge durante i festeggiamenti dell'Ashura, festa nazionale iraniana, raggiungendo ancora una volta un clima da guerra civile.

## La repressione
La repressione della protesta viene attuata dall'organizzazione paramilitare del Basij che ha soffocato sia le manifestazioni pacifiche che quelle violente, usando manganelli, spray al peperoncino, bastoni e, in alcuni casi, armi da fuoco. Le autorità iraniane hanno inoltre chiuso le università a Teheran, hanno censurato siti web, bloccato comunicazioni tramite cellulare (chiamate vocali e SMS) e hanno negato la libertà di manifestare.
Amnesty International afferma che il numero dei morti nel corso delle contestazioni ammonterebbero almeno al doppio di quelle riconosciute dal regime (le autorità hanno ammesso oltre 40 morti) e che oltre 5000 persone sono state arrestate, sottoposte a tortura e maltrattamenti.
Secondo Amnesty International sono state comminate 12 condanne a morte (una sola tra queste commutata in pena detentiva), numerose condanne a pene detentive e vi sono alcuni casi di inflizione di pene corporali, nella fattispecie di frustate.
In particolare l'organizzazione denuncia l'iniquità dei processi
che hanno portato a queste condanne ed il perseverare del governo iraniano di Ahmadinejad nella sua politica repressiva anche all'indomani della repressione delle prime contestazioni.
Infatti, il 22 ottobre 2009 circa 70 persone sono state arrestate per aver preso parte ad un incontro di preghiera a sostegno degli attivisti in carcere, mentre nella seconda metà di novembre e nella prima settimana di dicembre oltre 90 studenti sono stati arrestati e ad altri è stato impedito di proseguire gli studi per evitare la ripresa delle manifestazioni, venendo espulsi dai loro atenei.
Il 10 dicembre 2009 Amnesty International ha pubblicato un rapporto riguardante l'analisi sistematica delle violazioni dei diritti umani in corso in Iran.
Nei mesi successivi il governo ha represso ulteriori manifestazioni di protesta con arresti di migliaia di persone, alcune condanne a morte e alcuni morti; in particolare ha bandito dal paese 60 istituzioni straniere, tra cui mezzi di informazione e organizzazioni per i diritti umani.
Il 22 maggio 2010, in occasione di proteste contro l'arresto di alcuni studenti contestatori, il presidio dei principali atenei iraniani da parte di forze militari regolari e paramilitari e l'espulsione di studenti dissidenti dai rispettivi atenei, presso la “Azad University Central Teheran Branch” si sono avuti nuovi scontri, con numerosi feriti e arresti tra gli studenti.
Il 9 giugno 2010 Amnesty International ha pubblicato un secondo rapporto -From protest to prison: Iran one year after the election- sulle violazioni dei diritti umani in corso in Iran, denunciandone il perdurare.

## Le diverse definizioni della protesta
Il movimento dei contestatori è stato definito Onda Verde e Green Moviment, mentre la protesta è stata definita come Green revolution (Rivoluzione verde), Sea of Green (traducibile come Mare di verde), a ricordare il colore della campagna pubblicitaria del candidato sconfitto Mousavi, ma è stata definita anche come Persian Awakening (Risveglio persiano). La protesta è stata talvolta soprannominata anche come Twitter Revolution (Rivoluzione di Twitter) perché le informazioni riguardanti la protesta hanno spesso raggiunto la stampa internazionale grazie alla comunicazione di singoli utenti di tramite Internet e social network, in particolare Twitter, anche senza risolvere niente nella realtà.

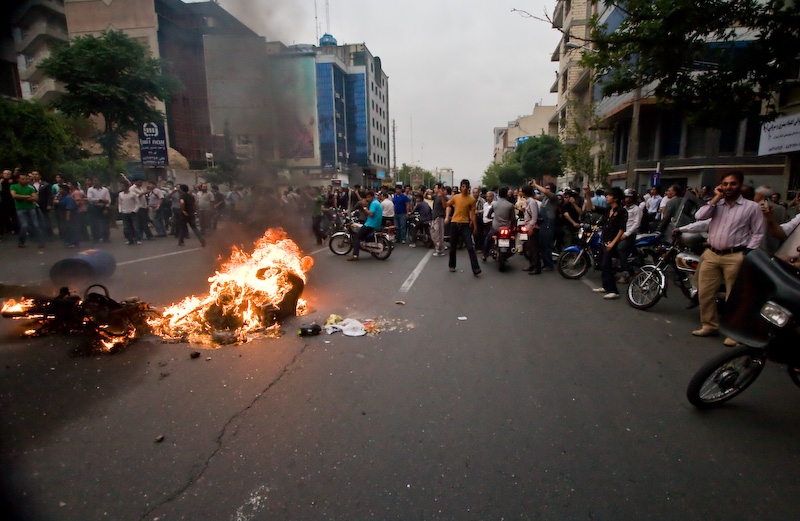
I manifestanti attorno ad un motoveicolo in fiamme
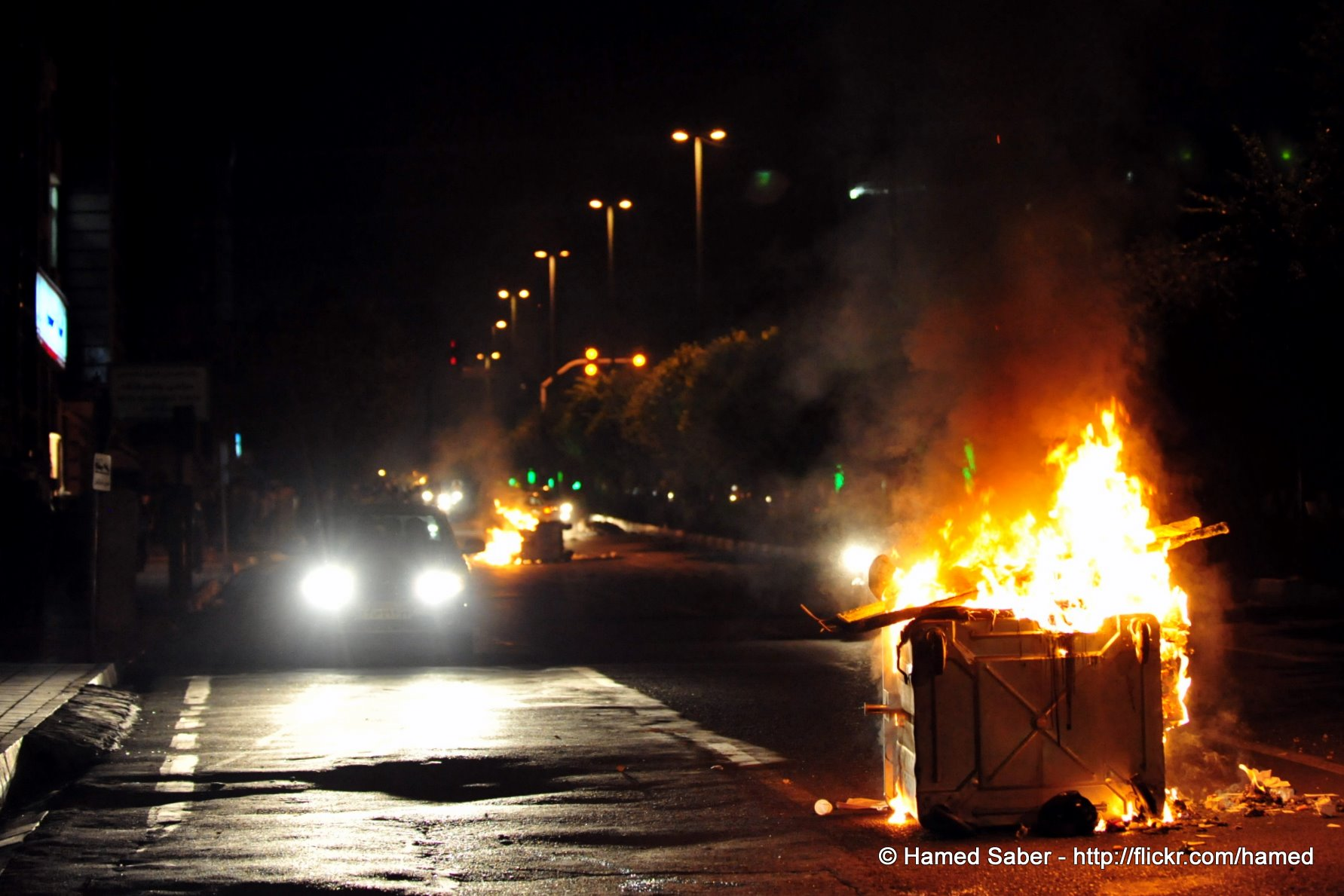
4º giorno di protesta - Le strade di Tehran nei giorni delle proteste
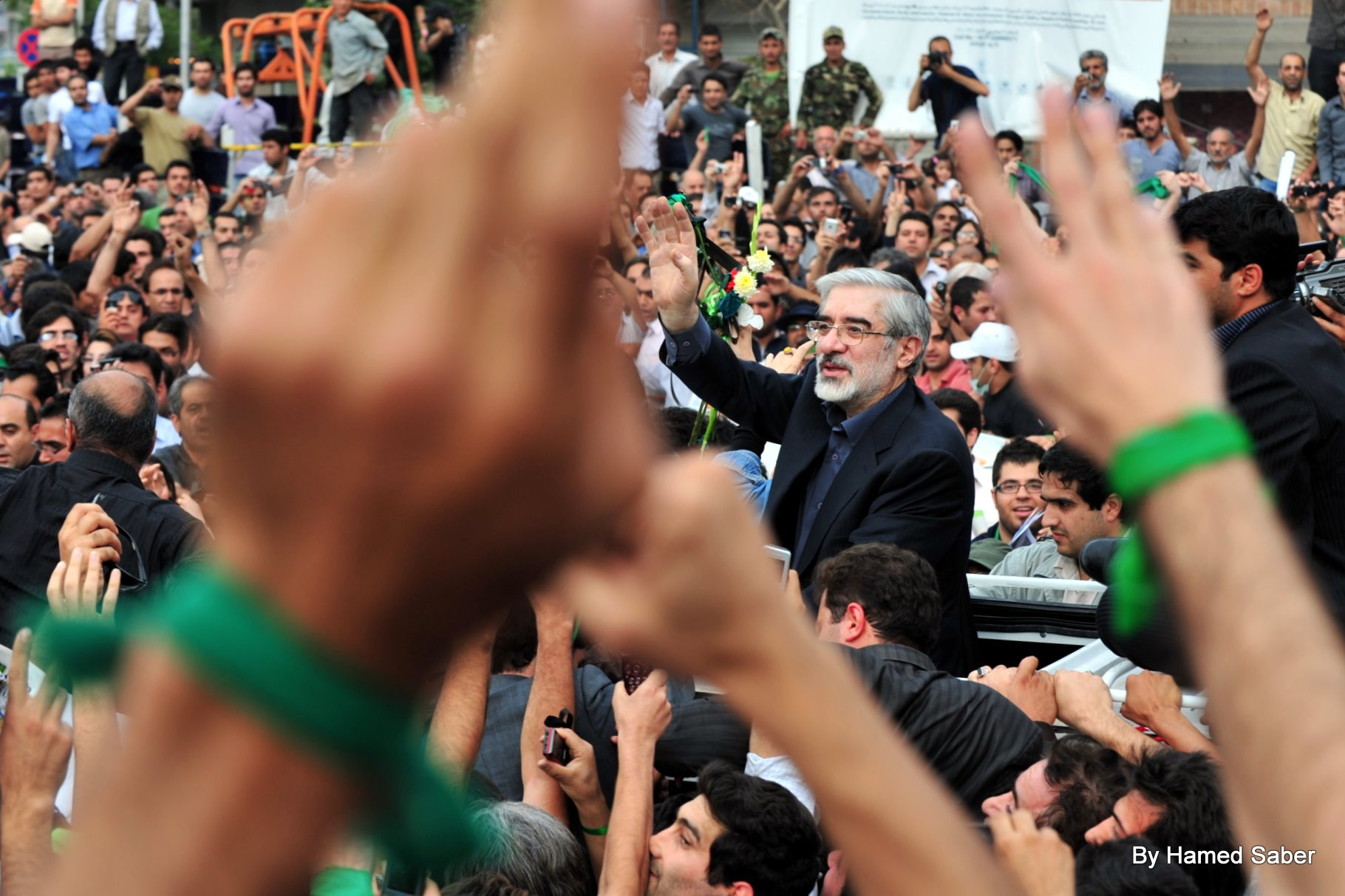
6º giorno di protesta - Mousavi tra i suoi sostenitori
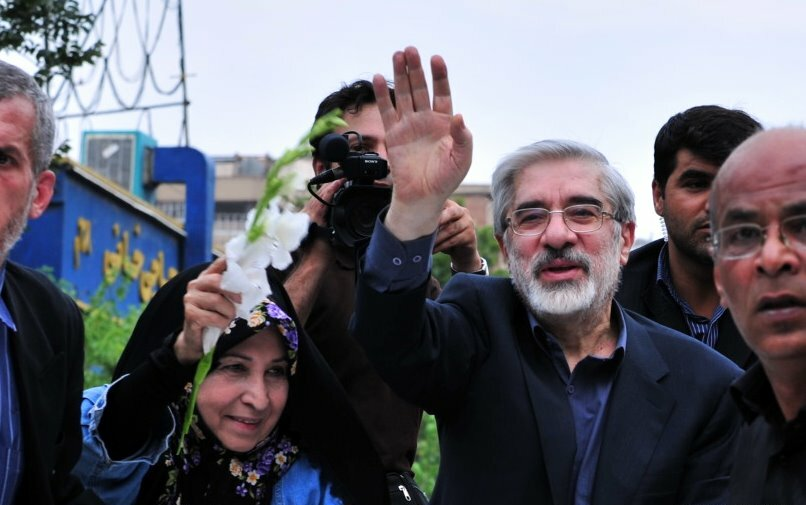
6º giorno di protesta - Mousavi e sua moglie